# Мадзапети
Мадзапети (Мазапети) — патриціанський, згодом — козацько-старшинський і дворянський рід грецького походження, засновником якого був Мануїл Мадзапет (2-га пол. 16 ст.) — львівський купець, член Львівського братства (1590). Його син — Костянтин Мануїлович (р. н. невід. — п. бл. 1656) — старший братчик (1637–40). Єдиний син Костянтина — Костянтин Костянтинович (р. н. невід. — п. після 1687) — оселився в Гетьманщині, він і його нащадки входили до козацької старшини Чернігівського полку. Рід М. згас у 2-й пол. 18 ст. Онука Костянтина Костянтиновича — Софія Йосипівна, остання з роду, побралася із значковим товаришем Чернігівського полку Антоном Бродовським (Бродовичем), заснувавши гілку Мадзапетів-Бродовичів.
Рід внесений до 2-ї та 3-ї ч. Родовідної книги Чернігівської губернії.